# Lug (gmina Bugojno)
Lug – wieś w Bośni i Hercegowinie, w Federacji Bośni i Hercegowiny, w kantonie środkowobośniackim, w gminie Bugojno. W 2013 roku liczyła 267 mieszkańców, z czego większość stanowili Chorwaci.